# Paepalanthus giganteus
Paepalanthus giganteus là một loài thực vật có hoa trong họ Eriocaulaceae. Loài này được Sano mô tả khoa học đầu tiên năm 2004.